# Les Islettes
Les Islettes är en kommun i departementet Meuse i regionen Grand Est (tidigare regionen Lorraine) i nordöstra Frankrike. Kommunen ligger i kantonen Clermont-en-Argonne som tillhör arrondissementet Verdun. År 2022 hade Les Islettes 696 invånare.

## Befolkningsutveckling
Antalet invånare i kommunen Les Islettes
| Referens: INSEE |